# Stratégiai játék
A stratégiai játék (angolul: strategy game) egy videójáték-műfaj, ami gondolkodást és megfontolt tervezést igényel a győzelem eléréséhez. A taktikai és stratégiai kihívásokat hangsúlyozza. Négy fő típusba sorolható a játékmenet alapján aszerint, hogy valós idejű vagy körökre osztott, illetve aszerint, hogy a stratégiai vagy taktikai tudást veszi igénybe.